# Shot to Hell
Albums de Black Label Society
Mafia
(2005) Skullage
(2009)
Singles
1. Concrete Jungle
Sortie : 15 août 2006
2. Blood Is Thicker Than Water
Sortie : 2007

Shot To Hell est le sixième album du groupe de heavy metal américain Black Label Society, sorti le 12 septembre 2006. C'est leur premier et unique album sur le label Roadrunner Records et il a été produit par Zakk Wylde et Michael Beinhorn.

## Historique
Cet album a été enregistré en 2006 dans les Ameraycan Studios de North Hollywood en Californie.
Il fit son entrée directement à la 21e place du Billboard 200 américain, se vendant à 32 000 exemplaire la première semaine de sa sortie. Deux singles, Concrete Jungle et Blood Is Thicker Than Water, qui se classeront respectivement à la 29e et 31e place du classement du Mainstream Rock Tracks chart du Billboard Magazine, seront tirés de l'album.
Il est le dernier album du groupe avec le batteur Graig Nunenmacher.

## Liste des titres
- Tous les titres sont signés par Zakk Wylde

1. Concrete Jungle : 3:25
2. Black Mass Reverends: 2:37
3. Blacked Out World : 3:17
4. The Last Goodbye : 4:05
5. Give Yourself To Me : 3:19
6. Nothing's The Same : 3:02
7. Hell Is High : 3:33
8. New Religion : 4:37
9. Sick of it All : 3:56
10. Faith is Blind : 3:37
11. Blood is Thicker than Water : 2:59
12. Devil's Dime : 2:16
13. Lead Me to Your Door : 3:34

## Musiciens
- Zakk Wylde : guitares, chant, piano, basse, claviers
- Nick Catanese : guitare rythmique
- John DeServio : basse
- Craig Nunenmacher : batterie

## Charts
Charts album
| Pays        | Durée du classement | Meilleur classement |
| ----------- | ------------------- | ------------------- |
| Allemagne   | 1 semaine           | 95e                 |
| États-Unis  | 4 semaines          | 21e                 |
| Finlande    | 2 semaines          | 21e                 |
| France      | 1 semaine           | 182e                |
| Italie      | 1 semaine           | 49e                 |
| Royaume-Uni | 1 semaine           | 69e                 |
| Suède       | 1 semaine           | 22e                 |

Charts singles
| Date | Single                      | Chart                  | Durée du classement | Position |
| ---- | --------------------------- | ---------------------- | ------------------- | -------- |
| 2006 | Concrete Jungle             | Mainstream Rock Tracks | 12 semaines         | 29e      |
| 2007 | Blood Is Thicker Than Water | Mainstream Rock Tracks | 12 semaines         | 31e      |